# Eleonore Hodys
Eleonore Hodys, född 1903 i Wien, död 1964, var en österrikisk motståndskvinna och fånge i Auschwitz. Hon var kommendanten Rudolf Höss älskarinna.
Hodys internerades först i Ravensbrück och anlände i mars 1942 till Auschwitz, där hon blev Höss hembiträde. I maj 1942 gjorde Höss närmanden mot Hodys, men hon avvärjde dessa. Dock blev hon senare Höss älskarinna. Höss hustru fick kännedom om sin makes otrohet och avskedade Hodys. Höss lät då föra den gravida Hodys till Block 11, där hon skulle svälta ihjäl. 
SS-domaren Konrad Morgen inledde en undersökning av ärendet och Hodys släpptes ur Block 11. Hon gjorde abort och fördes i oktober 1944 till ett fängelsesjukhus i München. Morgen initierade en intern utredning mot Höss, men Höss överordnade Oswald Pohl avfärdade ärendet och utredningen lades ned.